# All That You Can't Leave Behind
All That You Can't Leave Behind (Tot el que no es pot deixar enrere) és el desè disc d'estudi de la banda irlandesa U2. Va ser publicat l'any 2000 després d'una etapa irregular en la història del grup.
Es tracta d'un treball en el qual es va abandonar un estil experimental que havia portat molts èxits a la banda en els anys 90 i es va retornar a sons molt més comercials.
El grup va sortir de gira amb el disc, anomenada Elevation Tour durant l'any 2001, fent al Palau Sant Jordi de Barcelona un dels seus concerts.

Entre els temes de l'àlbum hi trobem grans èxits com Beautiful Day o Elevation i cançons molt compromeses com Walk On. De fet, el títol del disc surt de la intro d'aquesta cançó:
"And love is not the easy thing. The only baggage that you can bring. And love is not the easy thing. The only baggage you can bring is all that you can't leave behind".

## Temes inclosos
1. Beautiful Day
2. Stuck In a Moment You Can't Get Out Of
3. Elevation
4. Walk on
5. Kite
6. In A Little While
7. Wild Honey
8. Peace On Earth
9. When I Look At The World
10. New York
11. Grace

## Guardons
Premis
- 2002: Grammy al millor àlbum de rock

Nominacions
- 2002: Grammy a l'àlbum de l'any